# Gram Kirke
Gram Kirke er en middelalderlig bygning i den vestlige del af Gram.
- Orglet
- kirkerummet set fra ved siden af orglet
- Alteret
- Kirken set fra syd

## Kendte begravede ved kirken
- Christian Ludvig Tillisch
- Kaj Ikast

Desuden er her grave for 4 RAF-flyvere, der styrtede 19. april 1944, og en mindesten for samme sydøst for kirkegården

## Eksterne kilder og henvisninger
- Wikimedia Commons har flere filer relateret til Gram Kirke
- Gram Kirke på KortTilKirken.dk
- Gram Kirke på danmarkskirker.natmus.dk